# Pregunta cerrada

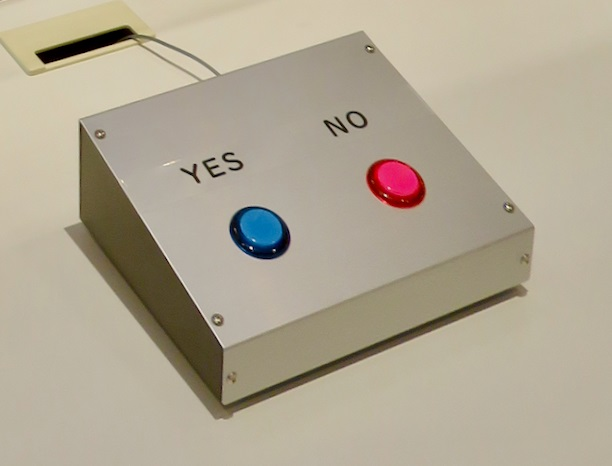
Aparato de votación. Las preguntas que, en un parlamento, se plantean a los diputados que votan, son cerradasː ¿Apoya usted la ley? Solo se puede contestar sí, no o abstenerse.

Una pregunta cerrada es la que se contesta con un sí, un no o un dato. Se denominan así las preguntas de un cuestionario que proporcionan varias opciones de respuesta, sin que ninguna de ella sea del tipo Otro (especificar).
Una pregunta cerrada contrasta con una pregunta abierta, que no puede responderse directamente con información específica.

## Ejemplos
Ejemplos de preguntas cerradas que se contestan con "sí" o "no":
- ¿Naciste en 2010?
- ¿Es Lyon la capital de Francia?
- ¿Robaste el dinero?

De manera similar, algunas variantes de las preguntas cerradas anteriores, donde no se contesta sí o no, sino un dato, son:
- ¿Qué día naciste? ("Sábado")
- Cual es la capital de Francia? ("París")
- ¿Dónde robaste el dinero? ("En el banco")

Al mismo tiempo, existen preguntas cerradas a las que a veces es imposible responder correctamente con un sí o un no sin confusión, por ejemplo: «¿Has dejado de consumir heroína?» (si nunca la tomaste) o «¿Quién te dijo que tomaras heroína?»; ver pregunta capciosa.
Un estudio realizado por la Universidad de Cincinnati encontró que entre el 20 y el 40 % de los estadounidenses darán una opinión cuando no la tienen debido a la presión social, utilizando pistas del contexto para seleccionar una respuesta que creen que agradará al interrogador. Un ejemplo clásico de este fenómeno fue el estudio de 1947 de la ficticia Ley de Metales Metálicos.

## Expresiones
En inglés el concepto se designa con las grafías closed question,  close-ended question y close ended question (sin guion). Las 3 se traducen al español por una sola, pregunta cerrada. Las estadísticas de consultas de búsquedasmuestran que la primera aparece con más frecuencia que la segunda y la tercera.
En español se emplea pregunta cerrada para describir de qué tipo es una pregunta, diferenciándola de una pregunta abierta. En cambio, cuestión cerrada suele emplearse para describir algo que ya está claro y sobre lo que no merece la pena volver.